# Denver City
Denver City – miasto w Stanach Zjednoczonych, w stanie Teksas, w hrabstwie Yoakum.